# Angophora floribunda
Angophora floribunda (Sm.) Sweet es un árbol de los bosques del este de Australia y se le conoce con varios nombre incluyendo "manzano de corteza rugosa", (Rough-barked apple), "boj manzano" (Apple box), "gomero oxidado" (Rusty gum) y Boondah. 
Más recientemente, un estudio genético ha sido publicado mostrando a Angophora  más estrechamente relacionado con Eucalyptus que Corymbia, y el nombre Eucalyptus florida ha sido propuesto para la especie si se le colocara en el género Eucalyptus.

## Características
Angophora floribunda  es un árbol grande, amplio, bastante extendido que crece a una altura entre 15 y 25 m. El tronco es con frecuencia nudoso y torcido con la corteza fibrosa gris.

## Cultivo
Por su tamaño es muy conveniente para los grandes jardines.

## Sinonimia
- Metrosideros floribunda Sm. (1797).
- Acmena floribunda (Sm.) A.Cunn. ex DC. (1828), nom. illeg.
- Eucalyptus florida Brooker (2000).
- Angophora intermedia A.Cunn. ex DC. (1828).
- Angophora ochrophylla R.T.Baker (1913 publ. 1914). [1]